# آلفرد هایوش
آلفرد هایوش (به مجاری: Hajós Alfréd) (زادهٔ ۱ فوریهٔ ۱۸۷۸) شناگر اهل مجارستان است. دارنده دو مدال طلای بازی‌های المپیک ۱۸۹۶ در آتن در مواد ۱۰۰ متر و ۱۵۰۰ متر آزاد مردان می‌باشد